# Dregea
Dregea (Dregea) je rod rostlin z čeledi toješťovité. Jsou to liány s jednoduchými vstřícnými listy a dužnatými květy v okolíkovitých květenstvích. Rod zahrnuje 12 druhů a je rozšířen v Africe a Asii. Druh Dregea volubilis je využíván v asijské medicíně, je zdrojem vlákna a používá se jako koření.

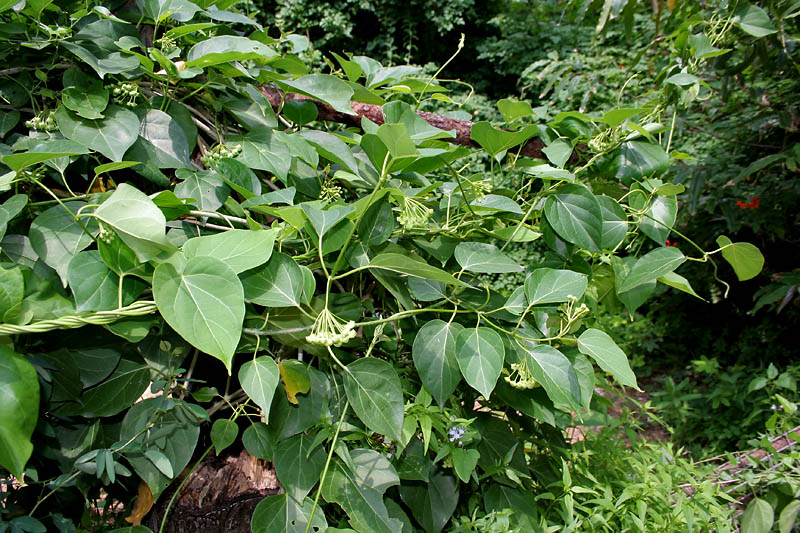
Dregea volubilis v Indii

## Popis
Zástupci rodu dregea jsou liány se vstřícnými jednoduchými listy. Květy jsou uspořádané ve svazečcích vrcholíčků, připomínajících okolík. Mají charakteristickou stavbu květů podčeledi Asclepioideae. Květenství i květy jsou dlouze stopkaté. Kalich je pětičetný. Koruna je dužnatá, tvořená 5 rozestálými korunními cípy. Tyčinky jsou přirostlé ke koruně. Hlava čnělka|čnělky je vypouklá až tlustě kuželovitá. Plodem je souplodí 2 tlustých měchýřků. Plody jsou na povrchu podélně rýhované až křídlaté.

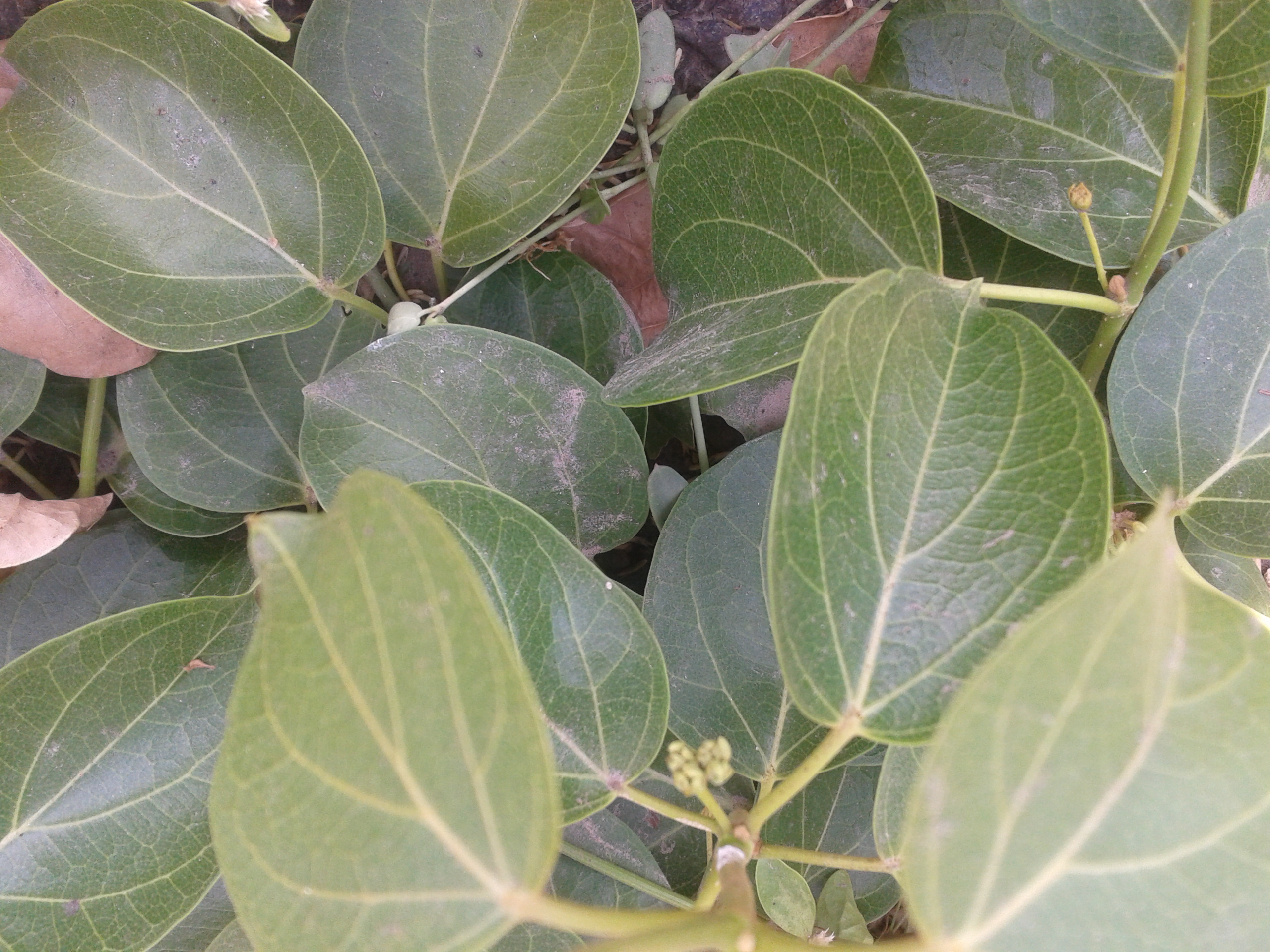
Listy Dregea volubilis
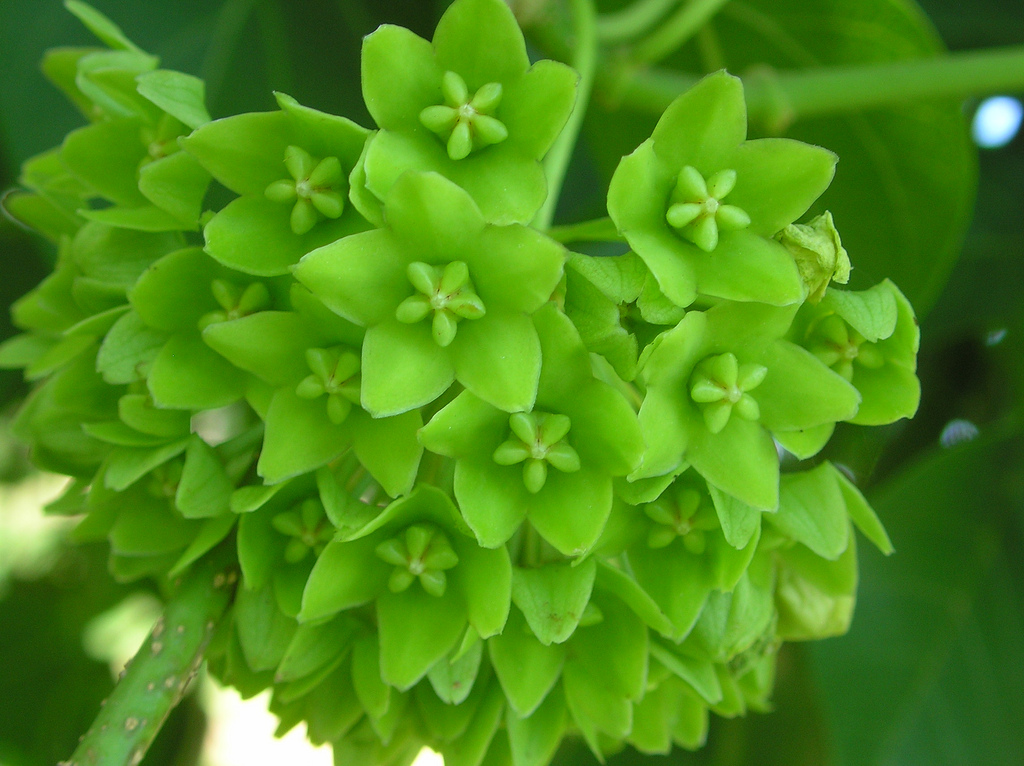
Květenství Dregea volubilis
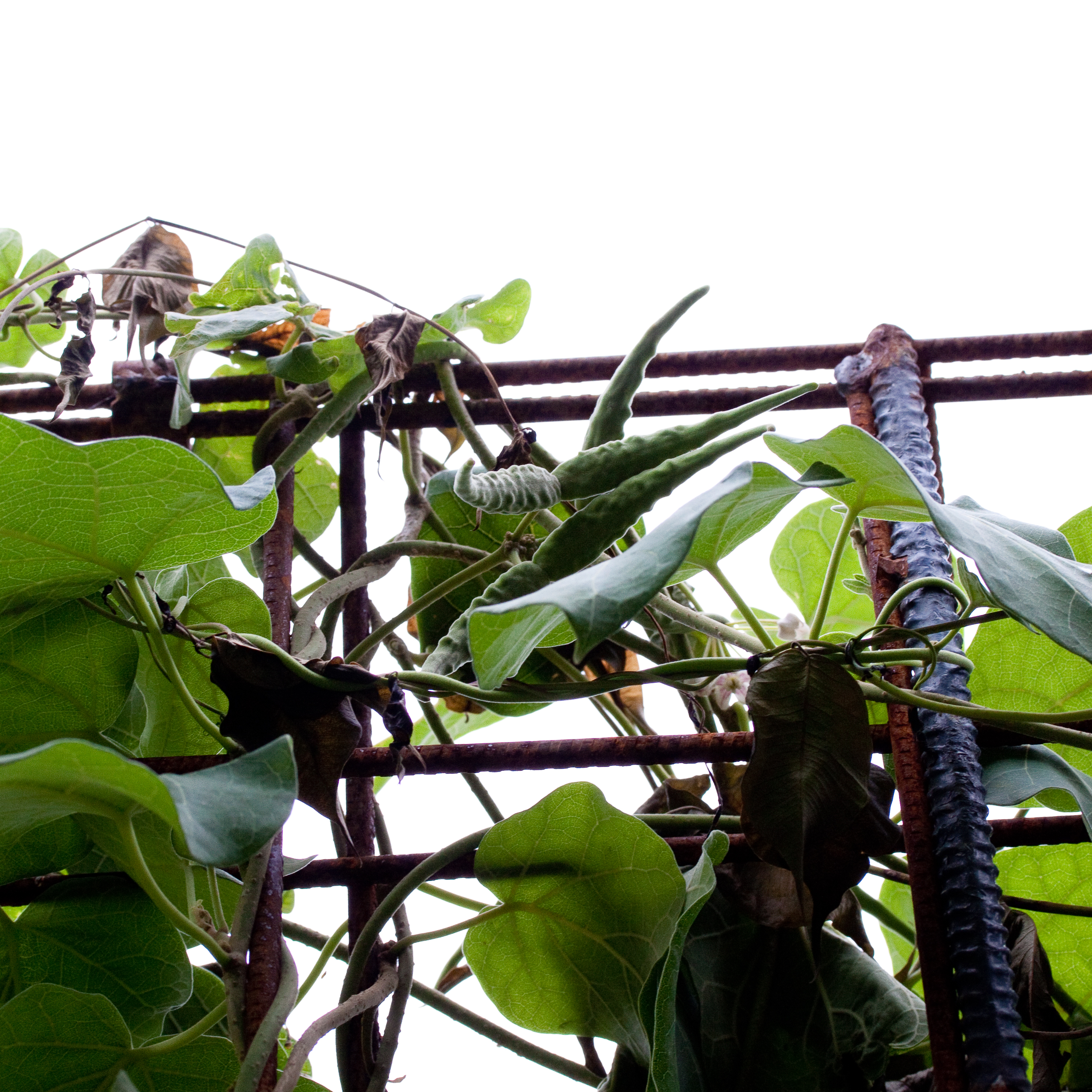
Plody Dregea sinensis

## Rozšíření
Rod dregea zahrnuje 12 druhů. Je rozšířen v jižní a jihovýchodní Asii a Africe. Velký areál má např. druh Dregea volubilis, rozšířený od Indie po Indonésii a Filipíny. V Číně rostou 4 druhy, z toho 3 endemické.

## Taxonomie
Rod Dregea je v rámci čeledi Apocynaceae řazen do podčeledi Asclepiadoideae a tribu Marsdenieae. Mezi nejblíže příbuzné rody, s nimiž tvoří rod Dregea monofyletickou skupinu, náleží Marsdenia, Telosma a monotypické rody Gunnessia a Cionura.

## Obsahové látky
Stonky a listy asijského druhu Dregea volubilis obsahují barvivo taraxerol, dále kempferol, glukosid kempferolu a saponiny. V semenech jsou obsaženy různé glykosidy.

## Význam
Mladé listy Dregea volubilis se v Číně přidávají do kari a používají se k léčení pyodermy a horeček u dětí. Kořeny slouží jako emetikum. Ze stonků se zíkává jemné vlákno.
V indické medicíně jsou kořeny a stonky využívány jako emetikum a expektorans zejména při nachlazení, sinusitidě a nevolnosti. Listy se zevně aplikují zejména na opařeniny a boláky.
Rod dregea není uváděn ze žádné české botanické zahrady.